# Phuket International
Die Phuket International sind offene internationale Meisterschaften von Thailand im Badminton. Sie wurden erstmals im April 2025 ausgetragen und haben den Status einer BWF International Series.

## Die Sieger
| Saison | Herreneinzel | Dameneinzel          | Herrendoppel          | Damendoppel                           | Mixed                   |
| ------ | ------------ | -------------------- | --------------------- | ------------------------------------- | ----------------------- |
| 2025   | Wang Po-wei  | Tidapron Kleebyeesun | Chen Xujun Guo Ruohan | Tidapron Kleebyeesun Nattamon Laisuan | Gao Jiaxuan Wu Mengying |